# Меноніти в Україні

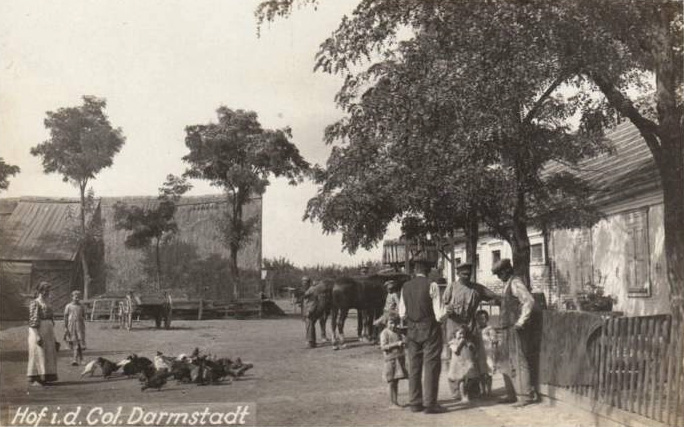
Колонія Дармштадт

Меноні́ти в Украї́ні — частина християнської протестантської спільноти менонітів. Вперше з'явилися в Україні 1789 року на запрошення російського царського уряду. Складалися з німецьких колоністів. Мешкали переважно на українському півдні Російської імперії (Катеринославська, Таврійська, Херсонська губернії); також проживали у Харківській, Воронезькій, Оренбурзькій, Самарській губерніях. Мали декілька великих округ — Хортицьку, Молочанську, Олександрівську й Маріупольську. Належали до вільного стану, користувалися рядом привілеїв: свободою віросповідання, звільненням від військової повинності (до 1874) й податків тощо. Займалися землеробством, тваринництвом, шовківництвом, володіли дрібними заводами і майстернями. Їхні господарства були одними з найпродуктивніших в Російській імперії. 

## Історія переселення
Громада менонітів була заборонена в Німеччині та Нідерландах, й вони переселилися до Пруссії, займалися осушенням боліт, а відтак здобули від польського короля право на постійне поселення. Наприкінці 18 ст. родини менонітів на запрошення царського уряду переїхали до Російської імперії. Менонітам була обіцяна свобода віросповідання, їх звільнили від військової повинності, від усіх податків терміном на 10 років, виділили кожній родині 65 десятин землі та 500 рублів. 1789 року меноніти заселили Хортицьку округу Катеринославського намісництва.
Друга хвиля менонітського переселення (118 сімей) заснувала колонії (поселення) в Олександрівському та Новомосковському округах (1793—96). 1800 року уряд переселив 150 сімей менонітів на річку Молочну Мелітопольського повіту Новоросійської губернії, виділивши для них 120 тисяч десятин землі, а також 35 тисяч десятин для менонітських колоній Хортиці. Менонітам дозволили варити пиво, виготовляти вино для власних потреб і торгівлі.
1820 року у Молочанську (нині місто Запорізької області) та на Хортиці було 58 колоній менонітів, а протягом 1835—52 років на базі 5 колоній, що виникли в Олександрівську (нині місто Запоріжжя), з'явилася третя менонітська округа — Маріупольська. Упродовж 1828—66 років у Молочанську постали 18 нових колоній. Вони проходили альтернативну військову службу, зокрема, працюючи у степових лісництвах Поширення військової повинності у менонітських колоніях 1874 року, а також голод 1879—80 років спричинили їхню еміграцію до Америки.
Наприкінці 1890-х років у Російській імперії налічувалося 50 тисяч менонітів, що мешкали в 162 колоніях, у тому числі в Катеринославській губернії — у 51 колонії, Таврійській губернії — у 57, Херсонській губернії — у 16 колоніях. Господарства менонітів мали найвищі показники землезабезпечення, вирізнялися зразковими і високопродуктивними породами худоби. Меноніти мали дрібні заводи, фабрики, млини, майстерні, займалися, крім сільського господарства, шовківництвом. Вони надавали особливого значення вихованню та освіті дітей, вважали писемність найважливішою потребою людини, вирізнялися працьовитістю, соціальним укладом життя, морально-етичними нормами. Кожна їхня громада діяла незалежно від іншої, обирала власних духовних наставників та проповідників. Для вирішення громадських питань скликали «загальні церковні збори», постанови яких ухвалював «конвент духовних старшин», що представляв інтереси громади перед урядом.
Напередодні Першої світової війни в Російській імперії налічувалося близько 105 тисяч менонітів (19,2 % від загальної кількості німців в імперії). У роки війни царський уряд адміністративним шляхом виселив 150 тисяч німців Волині. Упродовж української революції 1917—1921 років й голоду 1921—1923 років в УСРР, унаслідок політичних переслідувань й утисків релігійних громад, значна частина менонітів емігрувала до Канади та США. Запровадження соціалізації землі призвело до скорочення в 2 рази обсягу менонітського землекористування, у 3 рази — їх зернового клину, у 5—6 разів — поголів'я худоби.
1925 року в УСРР налічувалося 56,8 тисяч менонітів, які мешкали у 173 колоніях. За суцільної колективізації сільського господарства, голодомору 1931—1933 років в УСРР та масових репресій значна частина менонітів була депортована до Сибіру, Казахстану, на Урал. Решта зазнала усіляких утисків та репресій (зокрема, на Півдня України). Менонітські колонії фактично перестали існувати, а наприкінці 1930-х років були остаточно ліквідовані. Якщо 1939 в УСРР налічувалося 546 тисяч німців, то на початку 1990-х років — лише 38 тисяч. Депортовані меноніти працювали в Німецькій трудовій армії на Уралі, мешкали в переселенських зонах, втративши етнорелігійну самобутність громадського способу життя, яку мали упродовж 150 років.

## Сучасність
Сьогодні в Україні діють три менонітські громади в Запорізькій області та Херсоні. У місті Молочанськ Запорізької області одна з громад має власний молитовний будинок. будинок молитви належить Менонітській Братській Церкві. При всіх громадах діють недільні школи. Також громада менонітів з'явилася у Теребовлі Тернопільською області.
В парковій зоні Запоріжжя на Верхній Хортиці у жовтні 2009 року у пам'ять про менонітів встановлено пам'ятник з фігурами чоловіка, жінки і дітей. Автором композиції виступив канадський менноніт Пол Еппа. Меморіал присвячений пам`яті менонітів, які в 30-ті роки стали жертвами сталінських репресій і релігійних утисків.

## Персоналії
- Бергман Герман Абрамович